# Denkmal für die Kinder in Yad Vashem

Logo der Gedenkstätte Yad Vashem

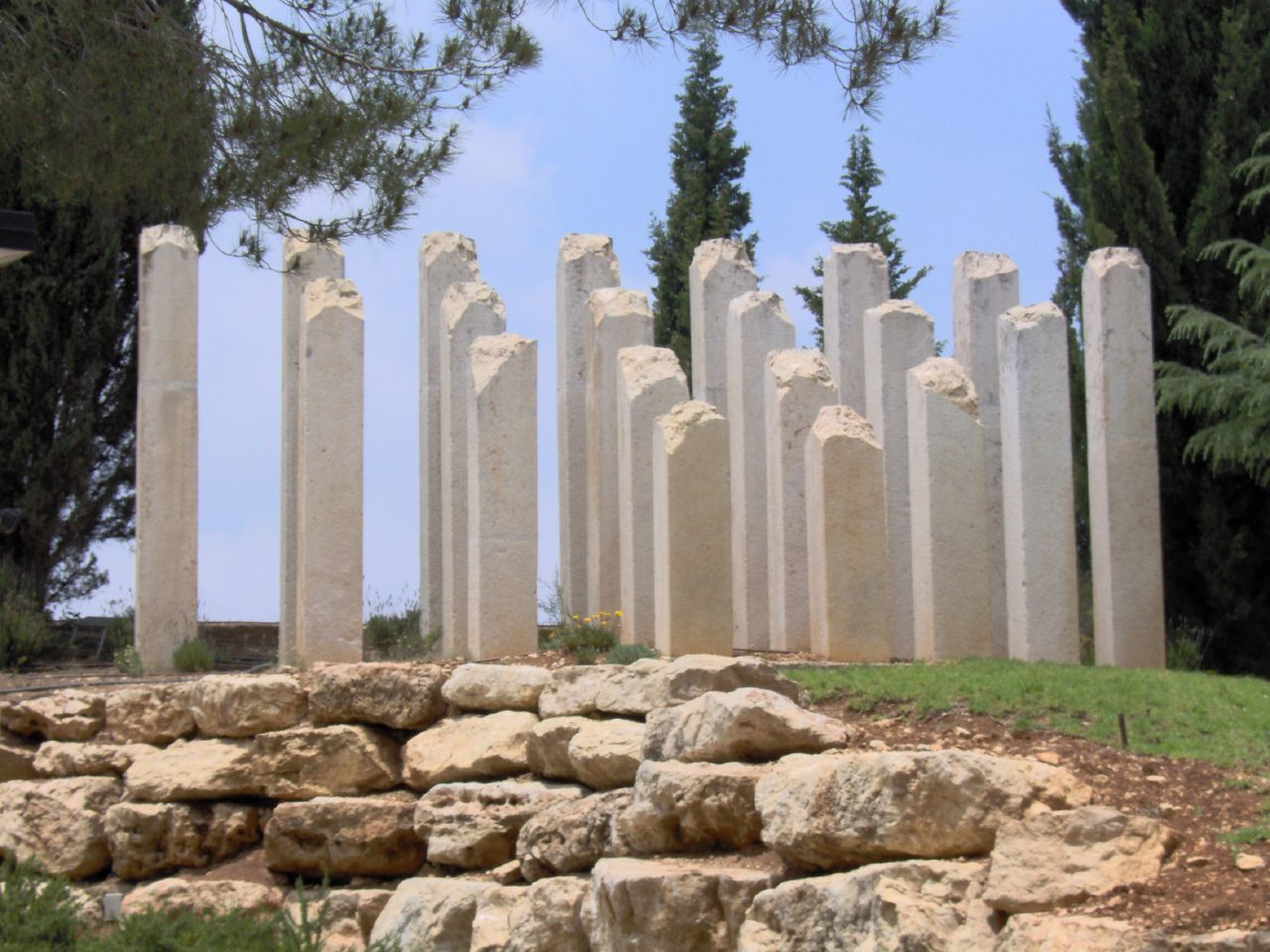
Die abgebrochenen Stelen als Denkmal für die im Nationalsozialismus ermordeten Kinder in Yad Vashem.

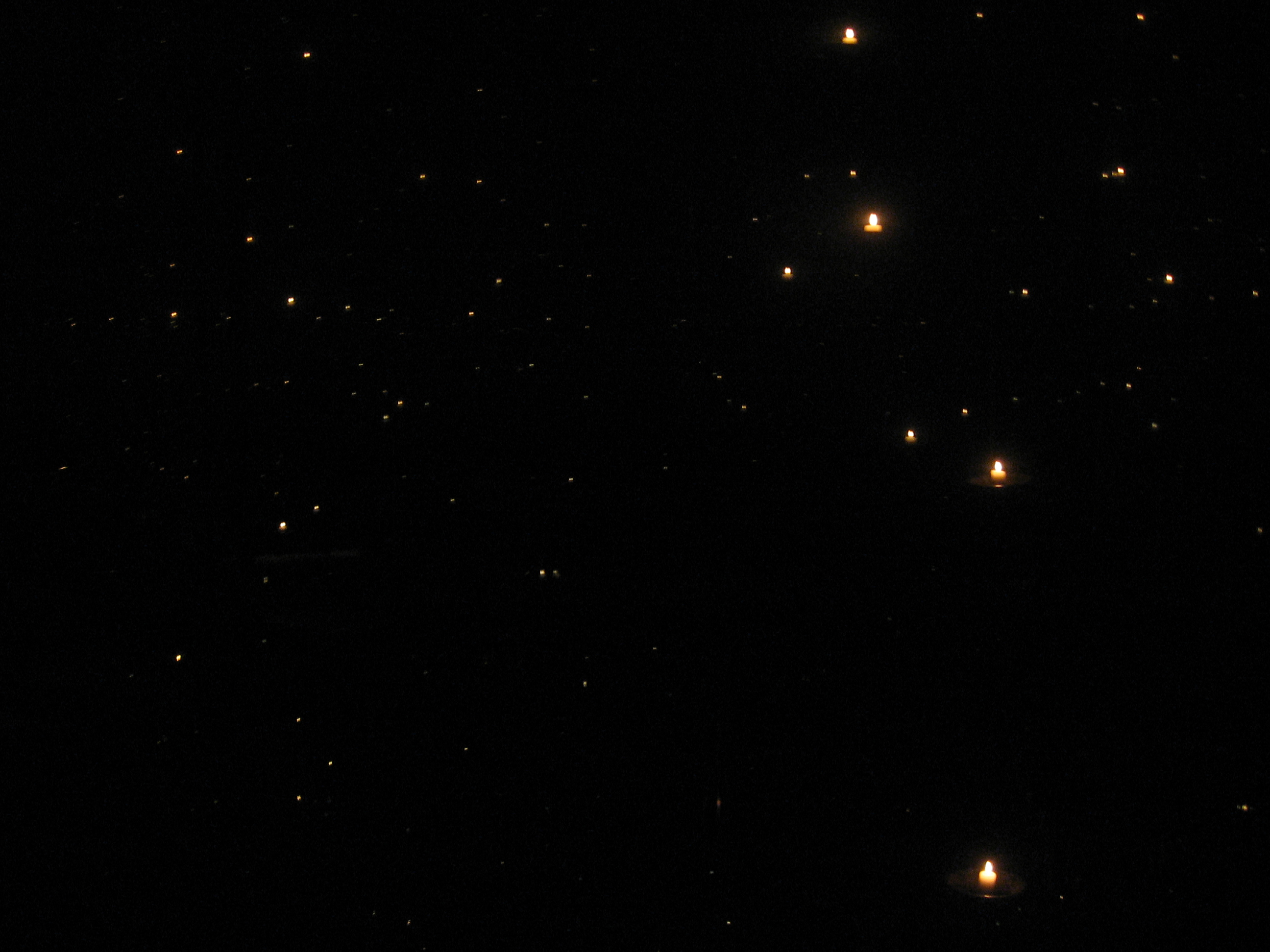
Die fünf Kerzen im verspiegelten Saal in Yad Vashem

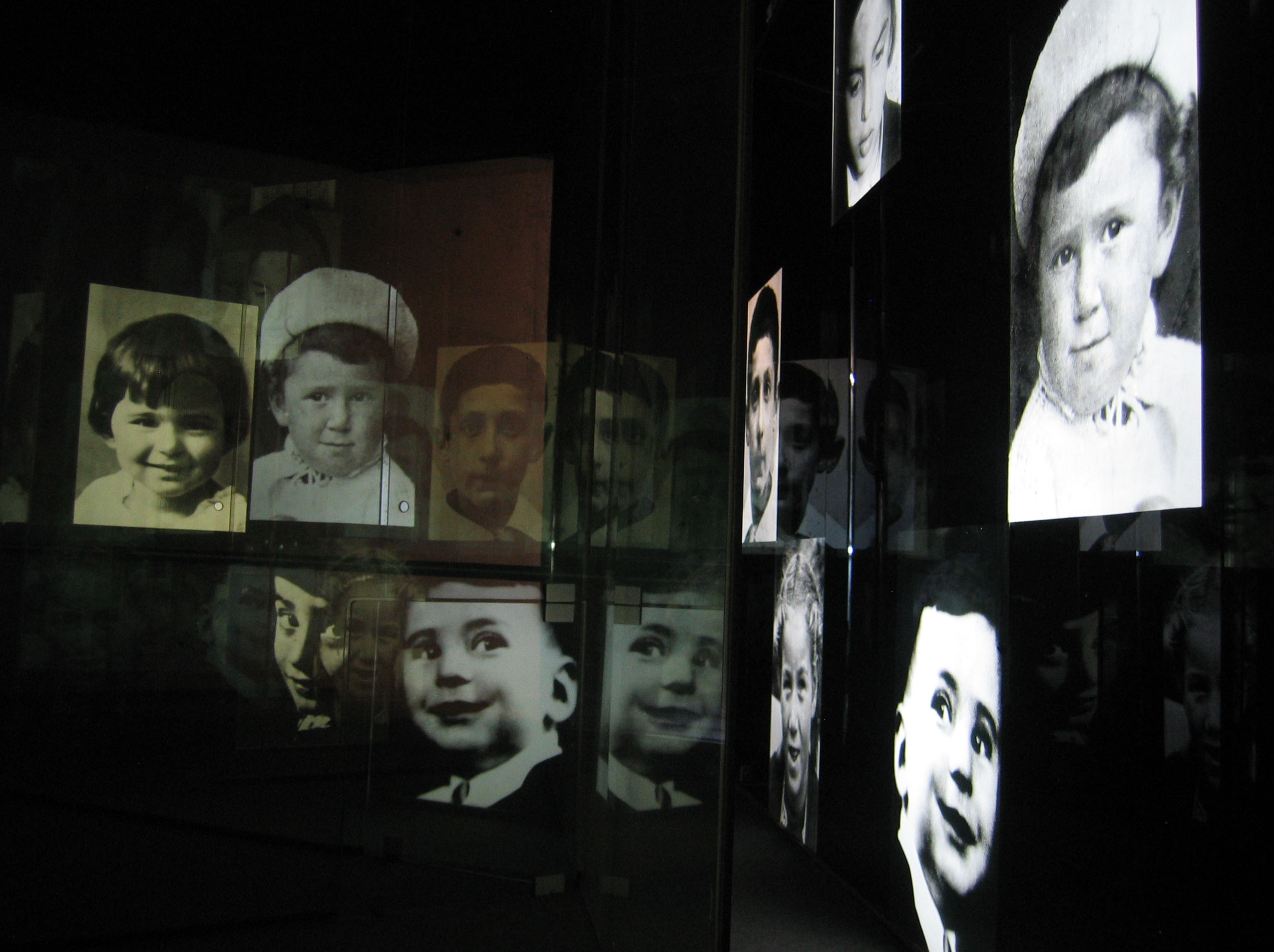
Bilder der ermordeten Kinder in Yad Vashem

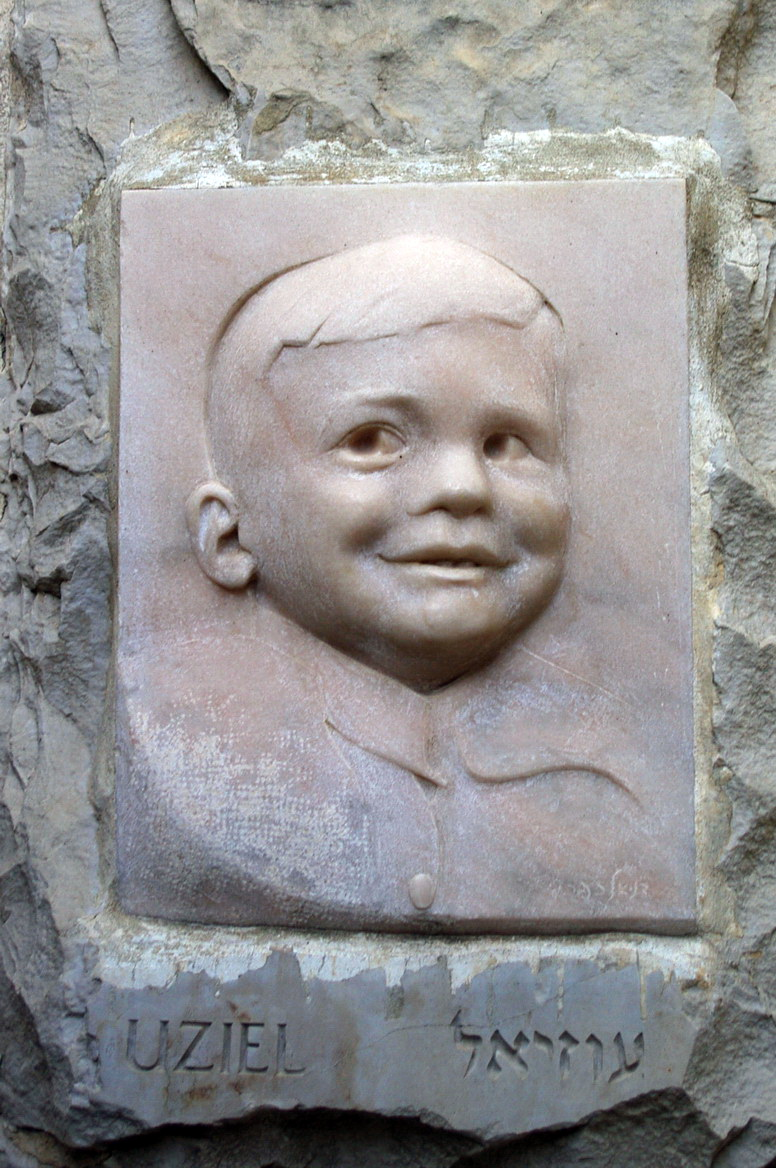
Ein Relief zur Erinnerung

In der Gedenkstätte für die im Holocaust – der Schoah – ermordeten Juden, Yad Vashem, nahe dem Herzlberg in Jerusalem, existiert ein Denkmal, das im Jahre 1987 speziell für die während der Herrschaft der NSDAP im Deutschen Reich ermordeten Kinder errichtet wurde. Das Denkmal ist eine Halle, die sich auf dem Gelände von Yad Vashem unterhalb eines Felsens befindet, und wurde vom Architekten Moshe Safdie gestaltet.
Im Zugangsbereich zu diesem Mahnmal befinden sich zunächst mehrere weiße, abgebrochene, unterschiedlich hohe Stelen als Symbol für die durch den Mordwahn der Nationalsozialisten abgebrochenen Leben.
Der Hauptraum der Gedenkstätte ist komplett verspiegelt und reflektiert das Licht von fünf Kerzen.
Durch die tausendfache Spiegelung dieser fünf Lichter wird eine enorme Größe im Raum erzeugt, die symbolisch für die Anzahl von alleine rund 1,5 Millionen Kindern und Jugendlichen steht, die als Jüngste Opfer des nationalsozialistischen Rassenwahns wurden und damit wohl eine der schockierendsten Vernichtungstaten der Schoah beschreiben.
Während die Betrachtenden sich, im spärlichen Licht der vielfach reflektierten Kerzen, an einem Haltegriff entlang durch den Raum bewegen, werden den Besuchern durch ein Endlostonband die bis heute bekannten Namen der ermordeten Kinder und Jugendlichen, mit Alter und Ort, vorgetragen. Dieses Endlosband braucht ungefähr drei Monate, um alle Namen wiederzugeben.
Ein wahres Denkmal für die Namen der Ermordeten; Yad Vashem (hebräisch יד ושם für „Denkmal und Name“) erhielt seinen Namen nach (Jes 56,5 ): „Ihnen allen errichte ich in meinem Haus und in meinen Mauern ein Denkmal, ich gebe ihnen einen Namen, der mehr wert ist als Söhne und Töchter: Einen ewigen Namen gebe ich ihnen, der niemals getilgt wird.“